# Diogo Rodrigues Porcelos
Diogo Rodrigues (em castelhano: Diego Rodríguez Porcelos; m. 31 de janeiro de 885), também conhecido com o apelido "Porcelos",[a] foi Conde de Castela entre 873 e 885 após a morte de seu pai, Rodrigo de Castela. Foi o fundador de Burgos e Ubierna no ano de 884

## Biografia
Embora sua primeira menção com o título de conde não foi até 882, presumivelmente, sucedeu ao seu pai, o conde Rodrigo depois de sua morte em 873. Os poucos detalhes conhecidos sobre sua vida são mencionados na Crónica Albeldense.
O rei Afonso III havia enviado uma incursão nas terras controladas pelos muçulmanos e, em retaliação, o emir de Córdova, Maomé I, enviou várias expedições entre 882 e 883 contra Álava e Castela; primeiro a Cellorigo, defendida pelo conde Vela Jiménez, e depois a Pancorbo, onde estava o conde Diogo.
Na primeira campanha, em 882, os exércitos árabes atacaram primeiro Cellorigo onde foram derrotados pelo conde Vela. Depois durante três dias, invadiram o castelo de Pancorbo defendido por Diogo, que também os derrotou nesta e na campanha de 883.
Na primavera de 884, obedecendo ao mandato do rei Alfonso III, o conde Diogo repovoou e fundou as cidades de Burgos e Ubierna.

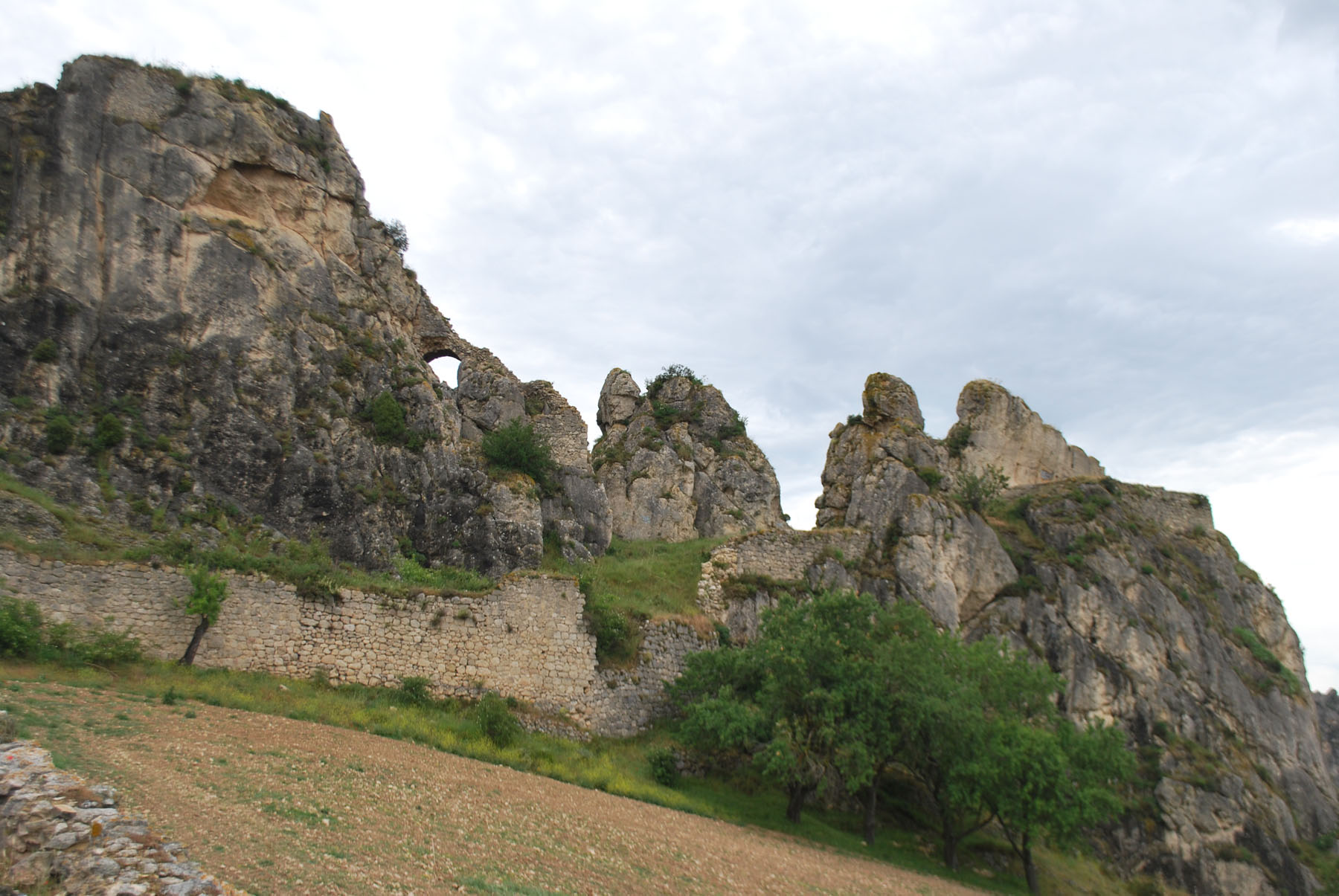
Ruínas do Castelo de Pancorbo

A Chronica Naierensis relata que o conde Diogo morreu em 31 de janeiro de 885 em Cornudilla, a sete quilômetros ao sul de Oña: Didacus [...]  comes et interfectus est in Cornuta era DCCCCXXIII, secundo kalendas febroarii. Pelo uso da palavra "interfectus", provavelmente morreu em uma escaramuça com as forças riojanas fiéis ao líder muladi Maomé ibne Lube, um dos Banu Cassi, neto de Muça ibne Muça.

## Descendência
Não se sabe o nome da mãe de seus filhos, que eram provavelmente pequenos quando seu pai morreu e por esta razão, nenhum sucedeu a seu pai no condado de Castela.  Os filhos foram:
- Gomes Dias,[b] Aparece em 932 como alferes do conde Fernão Gonçalves. Possivelmente foi o pai de Fronilde Gomes, a esposa de Gonçalo Fernandes, o filho primogênito do conde Fernão Gonçalves.[7][8]
- Gonzalo Dias não alcançou a dignidade condal como o seu pai e avô. Aparece em 3 fevereiro de 921 com sua esposa Maria no Mosteiro de São Pedro de Cardeña  doando alguns moinhos no Rio Arlanzón onde declara que é o filho do conde Diogo.[9]

## Bibliografía
- Martínez Díez, Gonzalo (2004). El Condado de Castilla (711-1038). La historia frente a la leyenda (em espanhol). Valladolid: Junta de Castilla y León
- Torres Sevilla-Quiñones de León, Margarita Cecilia (1999). Linajes nobiliarios de León y Castilla: Siglos IX-XIII (em espanhol). Salamanca: Junta de Castilla y León, Consejería de educación y cultura. ISBN 84-7846-781-5